# هانگ سانگ پون
هانگ-سانگ پون فیلمبردار، کارگردان، تهیه‌کننده و بازیگر هنگ کنگی-کانادایی است.  پون بیشتر به خاطر فیلمبرداری‌اش در همکاری با کارگردانانی مانند ییم هو ، رانی یو ، استیون چو ، استیون فونگ ، جان وو ، پو-چی لئونگ ، جانی تو ، تسیو هارک و همچنین سهم او در صنعت فیلم هنگ کنگ از دهه 1980 شناخته می‌شود. 
پون دو بار برای فیلم‌های «جزیره » (۱۹۸۵) و «سنتر استیج» (۱۹۹۲) جایزه فیلم هنگ کنگ برای بهترین فیلمبرداری را دریافت کرده است.  پون در سال ۲۰۱۶ توسط آکادمی علوم و هنرهای سینمایی به عنوان نماینده هنگ کنگ برای هیئت داوران اسکار انتخاب شد. 
هانگ سانگ پون نه بار نامزد دریافت جایزه فیلم هنگ کنگ برای بهترین فیلمبرداری شده است.   
پون در دانشکده ارتباطات کالج باپتیست هنگ کنگ ، در رشته مطالعات فیلم تحصیل کرد. پس از فارغ‌التحصیلی در سال ۱۹۷۶، او به عنوان فیلمبردار به رادیو و تلویزیون هنگ کنگ پیوست و در آنجا تجربیات اولیه خود را در زمینه فیلمبرداری و نورپردازی کسب کرد.  او در حال حاضر مدرس دانشگاه باپتیست هنگ کنگ است و در رشته‌های فیلمبرداری و نورپردازی تدریس می‌کند. 

## فیلمشناسی

### فیلمبردار
| سال  | عنوان                                  | مدیر                     | یادداشت ها |
| ---- | -------------------------------------- | ------------------------ | --- |
| 1984 | خانه می آید                            | هو ییم                   | نامزد: جایزه سینما هنگ کنگ برای بهترین سینما |
| 1984 | نوه وای نی کانگ                        | پینگ هینگ کام            | نامزد: جایزه سینما هنگ کنگ برای بهترین بازیگر جدید |
| 1985 | بو هو ینگ ژینگ                         | پو چی لونگ               | |
| 1985 | جزیره                                  | پو چی لونگ               | جایزه سینما هنگ کنگ برای بهترین سینما |
| 1986 | خانواده ام                             | سائی هنگ فونگ            | |
| 1986 | " ها لين "                             | هانگ چوان لا             | |
| 1986 | اوپرا بلوز پکن                         | تسوی هاک                 | |
| 1986 | بازرس شکلات (مدیر عکاسی)               | فیلیپ چان                | |
| 1987 | داستان شباهت چینی                      | ژینگ سیو تونگ            | |
| 1987 | زنان شگفت انگیز                        | کوک لونگ گان             | |
| 1988 | عشق مرگبار                             | پو چی لونگ               | |
| 1988 | داستان هی بو                           | یان ی لی                 | نامزد: جایزه سینما هنگ کنگ برای بهترین سینما |
| 1989 | انسان یخ زده می آید                    | کلارنس فوک               | |
| 1990 | گرد و غبار قرمز                        | هو ییم                   | جایزه اسب طلایی نامزد: جایزه سینما هنگ کنگ برای بهترین سینما |
| 1991 | یک بار دزد                             | جان وو                   | |
| 1991 | مرحله مرکز                             | استنلي کوان              | جایزه سینما هنگ کنگ برای بهترین سینما جایزه اسب طلایی |
| 1992 | حالا می بینی، حالا نمی بینی            | میبل چنگ الکس قانون      | |
| 1993 | سه نفر قهرمان                          | جاني تو                  | |
| 1993 | داستان جنایت                           | کيرک وانگ، جکی چان       | |
| 1993 | اعدام کنندگان                          | سي تونگ چيگ، جاني تو     | |
| 1994 | هفتم شگفتی                             | سیو تونگ چنگ             | |
| 1994 | فنگ چن سان نو شیا                      | اندی وينگ-کنگ چين        | |
| 1995 | یک اودیسی چینی: بخش اول - جعبه پاندورا | جفری لاو                 | |
| 1995 | تنها احمق ها عاشق می شوند              | وینسنت کوک               | |
| 1996 | لحظه ای از عشق سوم                     | جاني تو                  | |
| 1996 | شانگهای گراند                          | مرد کيت پون              | نامزد: جایزه باوهینیا طلایی برای بهترین سینما نامزد: جایزه سینما هنگ کنگ برای بهترین سینما                                                                        |
| 1997 | آشپزخانه                               | ییم هو                   | |
| 1998 | من کيم؟                                | بيني چان                 | نامزد: جایزه اسب طلایی |
| 1998 | شاعر                                   | ییم هو                   | |
| 2001 | پابلون زنان                            | ییم هو                   | |
| 2001 | چنگ می دا هو وانگ                      | جینگ وونگ                | |
| 2001 | جنگجویان ز                             | تسوی هاک                 | |
| 2001 | 51ـم ایالت                             | روني يو                  | |
| 2001 | 2002                                   | ویلزون یپ، ویلیام دارویل | |
| 2002 | با مرد ثروتمند ازدواج کن               | وینسنت کوک               | |
| 2002 | آتش سوزی خشکی                          | ویلسون یپ                | |
| 2002 | بیست چیز تایپ                          | لئون داي                 | |
| 2004 | لحظه ای در دریاچه غرب                  | زيانگ، ییم هو            | |
| 2004 | وارد فینکس شو                          | استیفن فنگ               | |
| 2004 | کنگ فو هستل                            | استیفن چاو               | نامزد: جایزه باوهینیا طلایی برای بهترین سینما نامزد: جایزه سینما هنگ کنگ برای بهترین سینما نامزد: جایزه ماهواره ای برای بهترین سینماجایزه ماهواره ای بهترین سینما |
| 2005 | خانه خشم                               | استیفن فنگ               | |
| 2006 | بی ترس                                 | روني يو                  | |
| 2008 | سی‌جی۷                                  | استیفن چاو               | |
| 2009 | خون: آخرین خون آشام                    | کریس ناون                | |
| 2009 | نگاه نکن بالا                          | میوه چان                 | |
| 2010 | عبور از "هنسی"                         | ایوی هو                  | |
| 2010 | "آپ مین 2"                             | ویلسون یپ                | نامزد: جایزه سینما هنگ کنگ برای بهترین سینما |
| 2010 | دانش آموز مغشوش 2                      | لیک چی لی                | |
| 2011 | خانه بنفش                              | هانگ سانگ پون            | |
| 2019 | فشار و فشار                            | نان وو                   | |

### تهیه کننده
| سال  | عنوان                                |
| ---- | ------------------------------------ |
| ۲۰۱۱ | خانه بنفش (تهیه‌کننده اجرایی)         |
| ۲۰۱۲ | ادغام‌ها (کوتاه) (تهیه‌کننده اجرایی)   |
| ۲۰۱۳ | دوست پسر پسر پسر من                  |
| ۲۰۱۵ | پدربزرگ آنلاین (کوتاه)               |
| ۲۰۱۳ | نقاب (کوتاه)                         |
| ۲۰۱۷ | شوشان گاکوئن خصوصی (سریال تلویزیونی) |
| ۲۰۱۸ | هنگ‌کنگی‌ها (کوتاه)                    |

### دایرکتوری
| سال  | عنوان                               | بازیگران اصلی                       |
| ---- | ----------------------------------- | ----------------------------------- |
| ۲۰۱۳ | فردی در برابر جیسون (مدیر واحد دوم) | رابرت انگلوند ، کن کرزینگر          |
| ۲۰۱۱ | خانه بنفش                           | جیرو وانگ ، تانگ لیا                |
| ۲۰۱۴ | فراتر از شفا                        | فرانکی لام                          |
| ۲۰۱۶ | لب‌های قرمز                          |                                     |
| ۲۰۱۸ | غبار سبز (کوتاه)                    | الکسا هیگاسی، لیان هو، ییو سینگ لام |

### بازیگری
| سال  | عنوان                     | نقش                                  |
| ---- | ------------------------- | ------------------------------------ |
| ۱۹۹۲ | حالا می‌بینی، حالا نمی‌بینی | بدون دندان                           |
| ۱۹۹۵ | ساعت خوش                  |                                      |
| ۱۹۹۵ | بهشت نمی‌تواند صبر کند     |                                      |
| ۱۹۹۶ | پلیس شهر ممنوعه           | پدر شوهر چاق                         |
| ۲۰۰۱ | جاسوس تصادفی              | مرد ثروتمند                          |
| ۲۰۰۱ | غرفه زنان                 | آشپز چاق                             |
| ۲۰۰۲ | نیمه خالی از سکنه         |                                      |
| ۲۰۰۶ | دوک هان یام چا            | مرد چاق دیسکو (در نقش هانگ سانگ پون) |
| ۲۰۰۸ | سی‌جی۷                     | خبرنگار (به عنوان هانگ سانگ پون)     |
| ۲۰۱۰ | کمدی انسانی               |                                      |
| ۲۰۱۹ | گنجینه‌ای برای تمام عمر    | دکتر                                 |
| ۲۰۲۳ | بر فراز جسد بی‌جان من      | پدر سو                               |